# Ferring Pharmaceuticals
Pour les articles homonymes, voir Ferring.

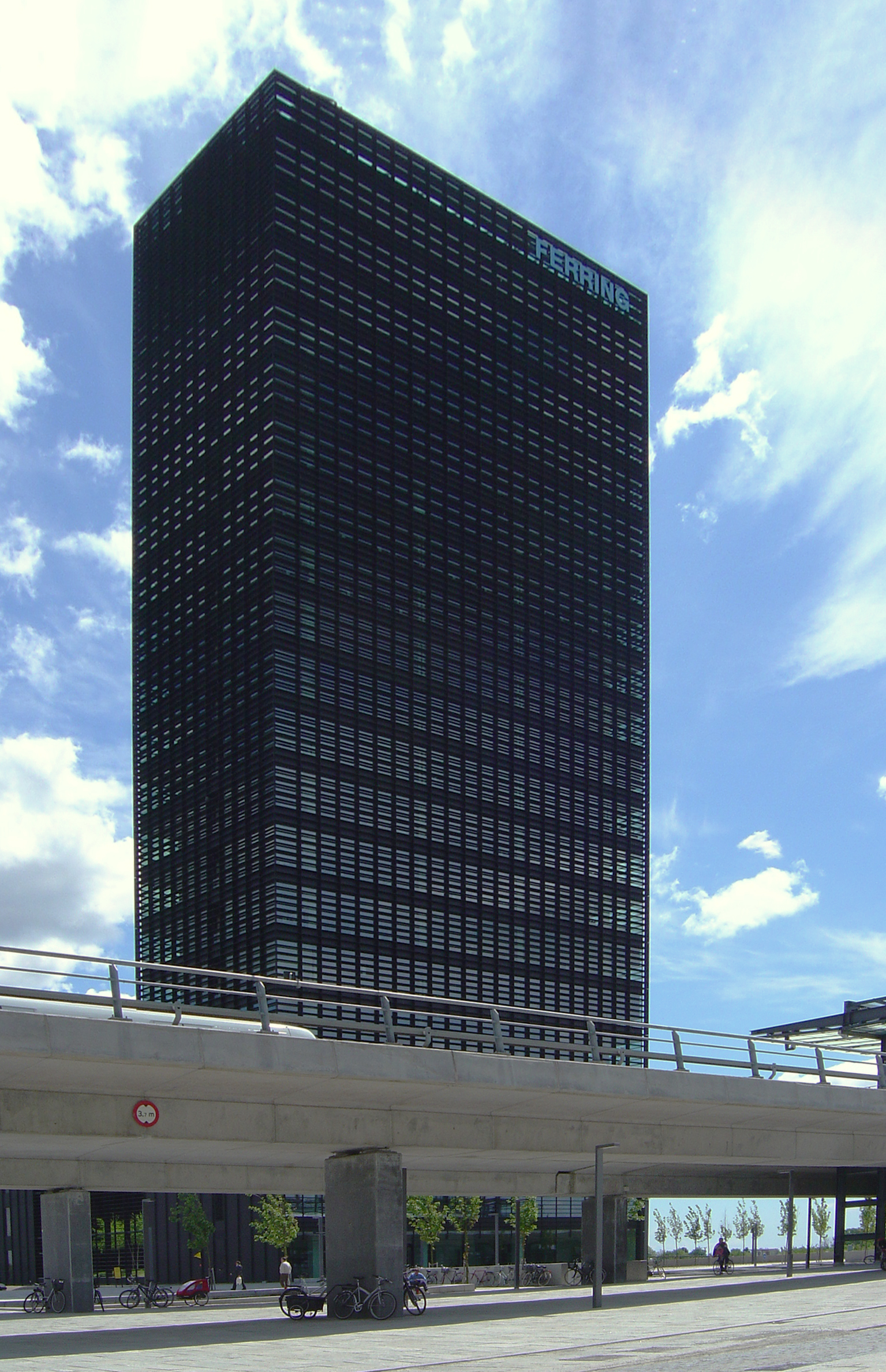
Ferring Pharmaceuticals en Ørestad, Amager, Copenhague.

Ferring Pharmaceuticals est une société pharmaceutique suisse spécialisée dans le développement et la vente de médicaments à base de peptides.

## Histoire

### Création
L'entreprise a été créée par Frederik Paulsen (1909-1997) à Malmö en Suède, en 1950. Elle s'appelait initialement Nordiska Hormon Laboratoriet. Elle a été renommée Ferring en 1954. Un ferring en frisien est une personne originaire de l'île de Föhr sur la côte ouest de l'Allemagne. La famille de Frederik Paulsen est originaire de cette île.
En 1961, l'activité était la production de synthèse d'Ocytocine et de Vasopressine.
Compte tenu de son expansion et de l'accroissement de sa taille, l'entreprise transfère son siège à Copenhague au Danemark et ensuite à Saint-Prex en Suisse.

### 2018
Ferring lance la première hormone folliculo-stimulante humaine recombinante produite à partir d’une lignée cellulaire humaine (PER.C6) par la technologie de l'ADN recombinant.
L'entreprise fait l'acquisition de Rebiotix Inc., société de biotechnologie spécialisée dans le microbiome humain avec potentiellement la commercialisation du premier médicament de microbiome humain.
Cette même année, Ferring obtient les droits de commercialisation d'un médicament de thérapie génique, utilisé dans le traitement du cancer de la vessie.

### 2019
En 2019, Ferring possède 11 usines de production, 10 centres de recherche et développement et emploie 6 500 personnes.

## Controverses

### Les connexions politiques de Frederik Paulsen
Depuis 2009, Frederik Paulsen est le consul honoraire de Russie à Lausanne, Suisse.
En raison de son statut de consul, Frederik Paulsen jouit de certains privilèges et a pu nouer de solides relations avec la Russie et ses dirigeants. Selon le journal suisse Le Temps, ce dernier aurait accompagné plusieurs personnalités politiques suisses lors de voyages en Russie. Lors de ces séjours, Pascal Couchepin, Isabelle Chassot, François Longchamp, Géraldine Savary et Pascal Broulis auraient rencontré des représentants des autorités locales,.
Lorsque les faits ont été rendus publics, le procureur général du canton de Vaud, Éric Cottier, a lancé des investigations concernant Pascal Broulis et Géraldine Savary. Le but était de déterminer si les voyages constituaient une forme d'infraction d'acceptation d'avantage. Certains affirmaient que ces voyages auraient servi de monnaie d'échange afin d'obtenir des avantages fiscaux pour l'entreprise Ferring Pharmaceuticals et son directeur, Frederik Paulsen.  
Un an avant sa nomination au poste de consul honoraire, le 21 février 2008, Frederik Paulsen a été décoré de la médaille de l'Ordre de l'Amitié par le président russe Vladimir Poutine pour sa participation à l'expédition Arktika 2007.

### Procédures en cours contre Ferring
La société Ferring Pharmaceuticals a été accusée de diffuser des informations mensongères au sujet de plusieurs de ses produits, dont Desmopressin, Glypressin et Penstasa. Le 15 juillet 2020, la Medicines and Healthcare products Regulatory Agency, dont le siège se situe au Royaume-Uni, a publié un communiqué demandant que les sprays nasaux Desmopressin vendus par Ferring soient retournés à l'entreprise,,. 
En 2016, un recours collectif a été intenté contre Ferring au sujet du produit Bravelle. En 2015, Ferring Pharmaceuticals s'est vu dans l'obligation de rappeler l'ensemble des produits Bravelle vendus sur le territoire américain. En effet, le médicament apparait comme étant moins efficace que prétendue. Certaines sources évoquent également que Bravelle pourrait faire encourir aux femmes de graves problèmes de santé.  
Depuis plusieurs années, un bras de fer juridique oppose la société Ferring Pharmaceuticals au Professeur Claudio de Simone. Dans les années 1990, il inventa une formule probiotique utilisée comme remède contre les troubles intestinaux. Cette formule "De Simone" fut l'objet de plusieurs tests cliniques, attestant de son efficacité pour le traitement de certaines maladies. 
Ferring Pharmaceuticals a distribué la formule "De Simone" sous le nom de "VSL#3" durant plusieurs années. Malgré la fin de l'accord de licence entre les deux parties, Ferring Pharmaceuticals continue de commercialiser le produit VSL#3 dans plusieurs pays sous le même nom mais avec une formule différente.  